# Bitwa pod Ad Salices
Bitwa pod Ad Salices – starcie zbrojne, które miało miejsce w roku 377 w trakcie wojny Rzymu z Gotami (376–382). 
Po klęsce Rzymian w bitwie pod Marcjanopolem w roku 377, Goci skierowali się ku Adrianopolowi. Jednak po nieudanej próbie zdobycia miasta, skupili się na pustoszeniu Tracji. Cesarz Walens wysłał przeciwko nim wojsko w sile 3 000 ludzi pod wodzą komesa Profuturusa oraz komesa Trajana. Wkrótce siły te zostały wzmocnione nielicznymi wojskami nadesłanymi przez młodego cesarza Gracjana pod wodzą Richomeresa. Do połączenia się wszystkich oddziałów rzymskich doszło w pobliżu Ad Salices (Pod Wierzbami), gdzie znajdował się obóz Gotów. Siły Rzymian liczyły około 5 000 – 6 000 ludzi, w większości piechoty i niewielkiej ilości jazdy. W obozie znajdowało się około 10 000 Gotów.   
Walkę rozpoczęli Goci, którzy uderzyli z obozu na Rzymian. Atak ten przerwał lewe skrzydło rzymskie, które szybko zostało wsparte nowymi wojskami powstrzymującymi przeciwnika. Walka była bardzo krwawa i trwała od ranka do zmierzchu. W końcu obie armie z ogromnymi stratami wycofały się na pozycje wyjściowe. Zwycięstwo przypisano siłom rzymskim, które odparły atak Gotów, ze strategicznego punktu widzenia była to jednak porażka Rzymian. Po bitwie Rzymianie wycofali się do Marcjanopola, Goci natomiast pozostali w obozie, nie podejmując działań zbrojnych. 